# Lethe obscura
Lethe obscura är en fjärilsart som beskrevs av Nakahara 1926. Lethe obscura ingår i släktet Lethe och familjen praktfjärilar. Inga underarter finns listade i Catalogue of Life.